# Chó săn cáo Mỹ
Chó săn cáo Mỹ (tiếng Anh: American Foxhound) là một giống chó săn cáo ở Mỹ có nguồn gốc từ nước Anh, đây là một giống chó theo thể loại chó săn mùi là chính và kết hợp với chó săn đuổi, chuyên dùng để săn cáo. Nòi chó Chó săn cáo Mỹ được tạo ra trực tiếp từ nòi chó săn cáo Anh Quốc (English Foxhound) được mang tới Mỹ. Chó săn cáo Mỹ có một cái mũi thính và phản ứng rất nhanh về mùi khi săn đuổi và có khả năng rất tốt trong việc chạy và sủa.

## Tổng quan
Nòi chó Chó săn cáo Mỹ được tạo ra trực tiếp từ nòi chó săn cáo Anh Quốc (English Foxhound) được mang tới Mỹ vào năm 1650 và được nuôi qua hàng thế kỷ sau đó với giống chó săn của Pháp được gửi tới Mỹ như là quà tặng của ông La Fayette cho George Washington (chẳng hạn như chó săn gấu mèo xanh). Các giống chó săn, Anh và Pháp lai tạo với nhau để tạo ra giống chó săn cáo Mỹ (American Foxhound). Vào thế kỷ thứ 17, loài chó này được dùng để tìm kiếm, truy lùng những người da đỏ bản xứ. Sau đó, chúng dùng để săn cáo.
Chó săn cáo Mỹ có một cái mũi thính và phản ứng rất nhanh về mùi khi săn đuổi và có khả năng rất tốt trong việc chạy và sủa. Chúng được nuôi làm chó lùng sục, chó săn đuổi và chó tha mồi trên những cánh đồng trong các cuộc săn theo bầy hoặc chỉ duy nhất 01 con. Sau đó chúng đã được nuôi như một con chó để làm bạn (companion dog). Chúng có ưu điểm về khả năng săn bắt, theo dõi, canh gác và sự lanh lợi.

## Đặc điểm
Tương tự với anh em họ của nó là Chó săn cáo Anh Quốc, Chó săn cáo Mỹ đã được phát triển bởi những người nuôi chó theo hướng nhẹ nhàng và cao lớn hơn. Chúng cao từ 21-25 inches (53–64 cm) và nặng từ 65-75 pounds (29–34 kg). Là một giống chó tương đối khoẻ mạnh, những con chó săn cáo Mỹ không bị mắc nhiều loại bệnh di truyền như các bệnh về xương hông, lưng và các bệnh như những loài chó lớn khác, dù vậy không nên cho chúng ăn quá nhiều vì chúng luôn có nguy cơ bị thừa cân. Tuổi thọ của chúng hoảng 10-12 năm, số chó con đẻ trung bình từ 5 - 7 chó con mỗi lứa.
Chúng có một khứu giác rất thính và nhanh nhẹn trong cuộc săn. Là giống chó săn cao lớn và đẹp, chân của chúng rất dài và thẳng. Cái đầu dài có hình hơi cong nhẹ và trán lớn. Những cái tai rộng và buông thõng che một phần khuôn mặt. Đôi mắt lớn và rộng - màu nâu hoặc hạt dẻ, với một cái nhìn thân thiện và biểu cảm. Tai chúng rộng, phẳng tới đầu và cái đuôi của chúng bộc lộ sự phấn khởi với một đường cong hướng lên mảnh khảnh, tương tự một cái liềm. Lông ngắn, cứng và có thể có bất kỳ màu nào dễ dàng để chăm sóc. Giống này thuộc loại rụng lông trung bình.

## Tập tính

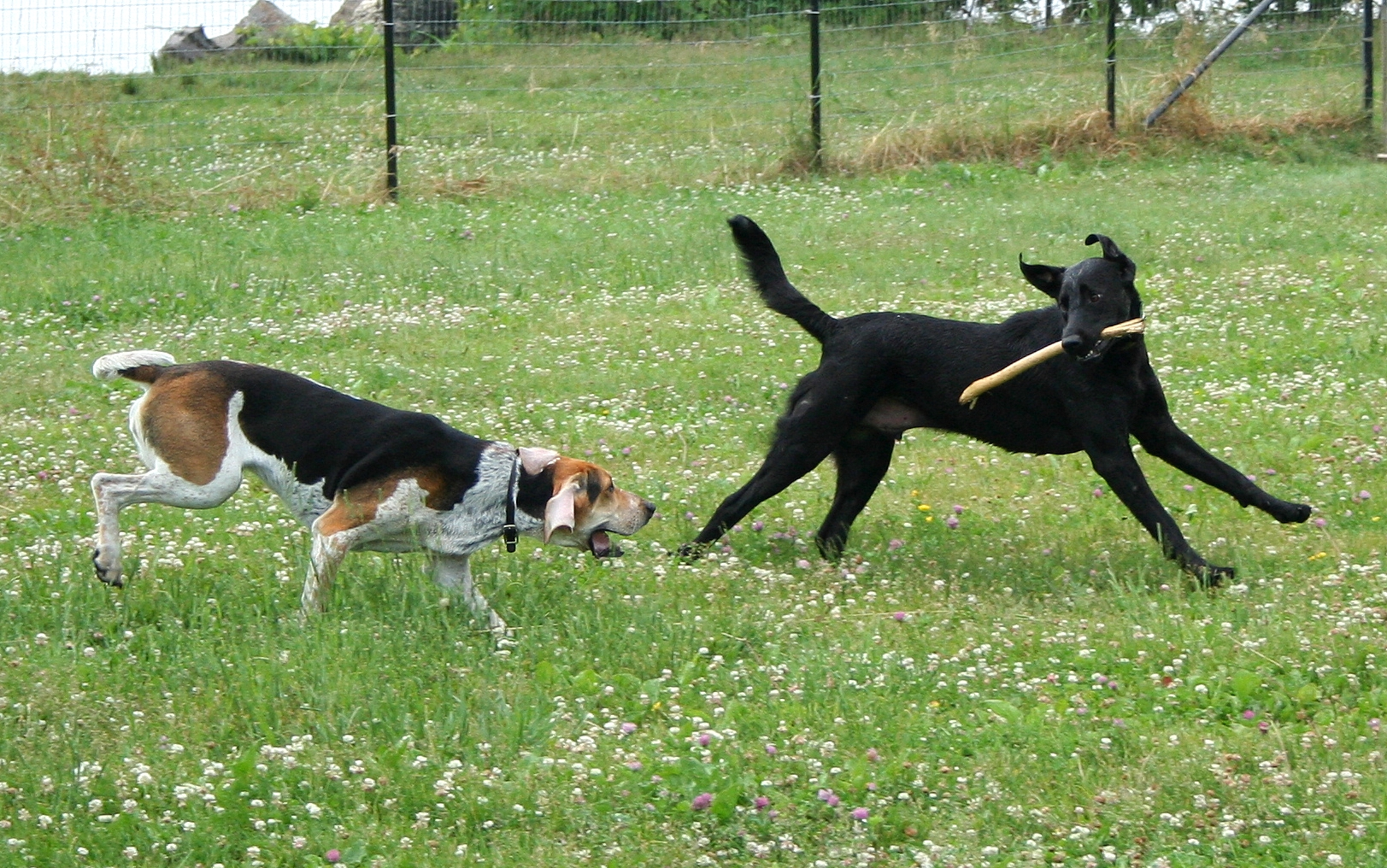
Một con chó săn cáo Mỹ (trái) đang chơi đùa với một con Labrador Retriever

Tính tình của Chó săn cáo Mỹ khá thân thiện, dễ thương, dịu dàng và đáng yêu trong nhà, nhưng lại là cả một chiến binh dũng cảm và quyết liệt trong cuộc săn. Chúng quan tâm đến trẻ nhỏ và chung sống tốt với các con chó khác do tập tính sống và săn đuổi theo bầy của chúng, nhưng chúng có thể không đáng tin cậy đối với những động vật khác. Sự thân mật với những người lạ mặt thì rất khác nhau, một số rất thân thiện, một số có thái độ e dè. Loài chó này rất khó để huấn luyện cách cư xử. Chúng sẽ vùng chạy ngay khi nhìn thấy một cái gì đó có vẻ thú vị, chúng có thể chạy quanh những trang trại rộng hàng trăm km2 từ sáng tới tối và quay về nhà trong trạng thái sẵn sàng chạy tiếp.
Chúng thích sủa và có một tiếng sủa du dương, chúng sủa rất nhiều, những tiếng sủa của chúng được sử dụng như những cách thức phổ biến của loài chó này. Chó săn cáo Mỹ không luôn luôn là những con vật cưng tốt trong nhà, vì lịch sử của chúng là những bầy chó săn sống ngoài trời. Cũng giống như chó săn cáo Anh Quốc, chó săn cáo Mỹ được khuyến cáo không nuôi trong các căn hộ. Chúng rất năng động trong nhà và cần phải có không gian rộng đồng thời cần các bài tập nặng hoặc có thể chúng có thể sẽ trở nên bồn chồn, hiếu động và phá phách.